# Église Saint-Martin de Valaurie
L'église Saint-Martin est une église romane située à Valaurie dans le département français de la Drôme en région Auvergne-Rhône-Alpes.

## Historique
L'église date du XIIe siècle. Ses premières fondations dateraient pourtant du Ve siècle. Cette église paroissiale était également lieu de culte du prieuré proche du village, d'où l'emplacement de celle-ci en extérieur de Valaurie. L'ensemble de l'édifice a été fragilisé de nombreuses fois, notamment par un tremblement de terre, en 1934, puis durant la Seconde Guerre mondiale, époque où la cloche fut fêlée. Son état a déjà donné lieu à plusieurs tranches de travaux. Celle concernant le clocher est cofinancé par la Fondation du Patrimoine, à hauteur de 11 865 euros.
Elle fait l'objet d'une inscription au titre des monuments historiques depuis le 17 juillet 1926.

## Architecture
L'église est de style roman provençal, avec une abside en demi cercle. Elle mesure 7,48 mètres de large et 9,80 mètres de long, pour une hauteur de 21,75 mètres.
Elle est l'un des rares exemples dans la région du Tricastin à disposer d'un clocher aussi avancé en façade, proposant un porche d'entrée principale en voûte. Il est terminé par une toiture en pyramide de pierre. La nef de l'édifice comporte 3 travées. L'abside a la particularité d'avoir une forme semi-circulaire à l'intérieur et pentagonale à l'extérieur.

## En savoir plus
Derrière l'autel au fond de l'église on peut voir un vitrail du peintre René Margotton, le partage du manteau de Saint Martin.

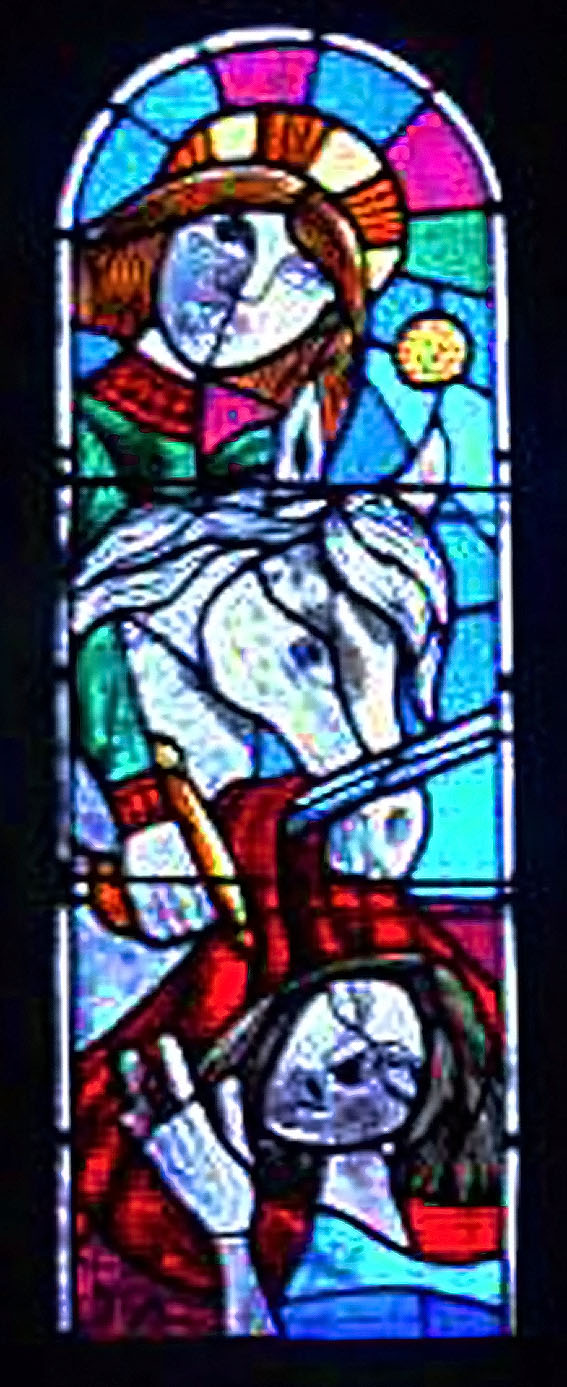
Vitrail de Saint Martin René Margotton